# UBE2R2
UBE2R2 (англ. Ubiquitin conjugating enzyme E2 R2) – білок, який кодується однойменним геном, розташованим у людей на короткому плечі 9-ї хромосоми. Довжина поліпептидного ланцюга білка становить 238 амінокислот, а молекулярна маса — 27 166.
| 10         |  | 20         |  | 30         |  | 40         |  | 50         |
| ---------- |  | ---------- |  | ---------- |  | ---------- |  | ---------- |
| MAQQQMTSSQ |  | KALMLELKSL |  | QEEPVEGFRI |  | TLVDESDLYN |  | WEVAIFGPPN |
| TLYEGGYFKA |  | HIKFPIDYPY |  | SPPTFRFLTK |  | MWHPNIYENG |  | DVCISILHPP |
| VDDPQSGELP |  | SERWNPTQNV |  | RTILLSVISL |  | LNEPNTFSPA |  | NVDASVMFRK |
| WRDSKGKDKE |  | YAEIIRKQVS |  | ATKAEAEKDG |  | VKVPTTLAEY |  | CIKTKVPSND |
| NSSDLLYDDL |  | YDDDIDDEDE |  | EEEDADCYDD |  | DDSGNEES   |  |            |

A: Аланін

C: Цистеїн

D: Аспарагінова кислота

E: Глутамінова кислота

F: Фенілаланін

G: Гліцин

H: Гістидин

I: Ізолейцин

K: Лізин

L: Лейцин

M: Метіонін

N: Аспарагін

P: Пролін

Q: Глутамін

R: Аргінін

S: Серин

T: Треонін

V: Валін

W: Триптофан

Кодований геном білок за функціями належить до трансфераз, фосфопротеїнів. 
Задіяний у такому біологічному процесі, як убіквітинування білків. 
Білок має сайт для зв'язування з АТФ, нуклеотидами. 